# Viossa
 (juin 2023).
La mise en forme du texte ne suit pas les recommandations de Wikipédia : il faut le « wikifier ».
Les points d'amélioration suivants sont les cas les plus fréquents. Le détail des points à revoir est peut-être précisé sur la page de discussion.
- Les titres sont pré-formatés par le logiciel. Ils ne sont ni en capitales, ni en gras.
- Le texte ne doit pas être écrit en capitales (les noms de famille non plus), ni en gras, ni en italique, ni en « petit »…
- Le gras n'est utilisé que pour surligner le titre de l'article dans l'introduction, une seule fois.
- L'italique est rarement utilisé : mots en langue étrangère, titres d'œuvres, noms de bateaux, etc.
- Les citations ne sont pas en italique mais en corps de texte normal. Elles sont entourées par des guillemets français : « et ».
- Les listes à puces sont à éviter, des paragraphes rédigés étant largement préférés. Les tableaux sont à réserver à la présentation de données structurées (résultats, etc.).
- Les appels de note de bas de page (petits chiffres en exposant, introduits par l'outil «  Source ») sont à placer entre la fin de phrase et le point final[comme ça].
- Les liens internes (vers d'autres articles de Wikipédia) sont à choisir avec parcimonie. Créez des liens vers des articles approfondissant le sujet. Les termes génériques sans rapport avec le sujet sont à éviter, ainsi que les répétitions de liens vers un même terme.
- Les liens externes sont à placer uniquement dans une section « Liens externes », à la fin de l'article. Ces liens sont à choisir avec parcimonie suivant les règles définies. Si un lien sert de source à l'article, son insertion dans le texte est à faire par les notes de bas de page.
- La présentation des références doit suivre les conventions bibliographiques. Il est recommandé d'utiliser les modèles {{Ouvrage}}, {{Chapitre}}, {{Article}}, {{Lien web}} et/ou {{Bibliographie}}. Le mode d'édition visuel peut mettre en forme automatiquement les références.
- Insérer une infobox (cadre d'informations à droite) n'est pas obligatoire pour parachever la mise en page.

Pour une aide détaillée, merci de consulter Aide:Wikification.
Si vous pensez que ces points ont été résolus, vous pouvez retirer ce bandeau et améliorer la mise en forme d'un autre article.
 (juin 2023).
Si vous disposez d'ouvrages ou d'articles de référence ou si vous connaissez des sites web de qualité traitant du thème abordé ici, merci de compléter l'article en donnant les références utiles à sa vérifiabilité et en les liant à la section « Notes et références ».
Le viossa est une langue construite expérimentale développée à partir de 2014 par les membres de la communauté en ligne r/conlangs dans le but de simuler l'apparition d'un pidgin. Cette langue fut créée afin d'étudier le résultat d'un contact linguistique.

## Histoire
Le projet a été lancé le 24 décembre 2014 par des membres du groupe Skype complémentaire au subreddit r/conlangs. La langue fut développée par vidéoconférence, ce qui a permis à ses créateurs (qui étaient géographiquement isolés) de simuler les conditions de formation naturelle du pidgin. Dans les appels vidéo, chaque participant sélectionnait une langue inintelligible pour le plus grand nombre possible de personnes présentes, et l'utilisation de l'anglais était généralement interdite,.
Le viossa fut à l'origine développé à partir de sept langues sources majoritaires, choisies par ses six premiers locuteurs (c.-à-d. le russe, l'albanais, le japonais, le grec, le finnois, le norvégien et le suisse allemand). D'autres langues telles que le sâme du nord, le vieil anglais, le suédois, l'aïnou, l'irlandais ou le latin l'ont également influencé par la suite, car les nouveaux locuteurs introduisirent de nouvelles langues sources en apportant du matériel lexical et grammatical.
Le viossa fut la deuxième tentative de création d'un pidgin construit par le groupe r/conlangs. Le premier, intitulé NEA (No English Allowed: « Anglais interdit »), avait échoué car les locuteurs ont eu recours à parler simplement dans chacune de leurs langues plutôt que de les mélanger.

## Données linguistiques
Le viossa se caractérise par son absence de standardisation, en particulier dans la grammaire et l'orthographe. Chaque locuteur de la langue développe un idiolecte personnel, avec une syntaxe, un lexique et une orthographe correspondant à la fois aux préférences personnelles et au contexte social. La langue fonctionne selon le principe que « si l'on peut le comprendre, c'est du viossa ». En conséquence, seules des généralisations peuvent être faites sur l'utilisation de la langue, ce qui peut ne pas refléter l'utilisation de tous les individus. Comme les variétés personnelles sont fortement influencées par la langue maternelle d'un locuteur, le viossa est parfois qualifié d'interlangue .[réf. nécessaire]
La majorité des viossaphones utilisent un ordre de mots SVO, bien que les ordres de mots SOV et OSV soient utilisés par des minorités, selon une étude réalisée en 2021 par Nichols. Les cas grammaticaux ne sont généralement pas marqués, mais un accord verbal fut observé, infléchissant pour la personne grammaticale et le nombre (bien que le sujet composé en soit exempté). Les pronoms font la différence entre la personne et le nombre, mais ne montrent généralement aucune distinction de genre grammatical.
L'orthographe en viossa varie dans une large mesure entre les locuteurs et est considérée par beaucoup comme un moyen d'expression de soi. L'écriture la plus fréquemment utilisée est l'alphabet latin, souvent avec l'utilisation de signes diacritiques et de lettres rares, bien que les locuteurs aient également conçu des systèmes d'écriture variants à partir des caractères cyrilliques, hébreux, kana et chinois.

## Communauté
La viossaphonie fonctionne presque exclusivement comme une communauté en ligne, basée principalement sur Discord, où il s'apprend et s'enseigne par immersion. La traduction entre le viossa et d'autres langues est largement interdite, sauf dans des circonstances telles que les études académiques de la langue et les traductions artistiques des médias.
Un wiki à Viossa nommé " Vikoli " utilisant le logiciel MediaWiki existe. Des musiques originales ont été créées dans la langue, notamment l'album Korohtella sorti en février 2022 par DJIMA . Plusieurs podcasts en Viossa existent également, notamment Davi Hanu!  et K'Slucj, qui sont tous deux publiés sporadiquement.

## Drapeau

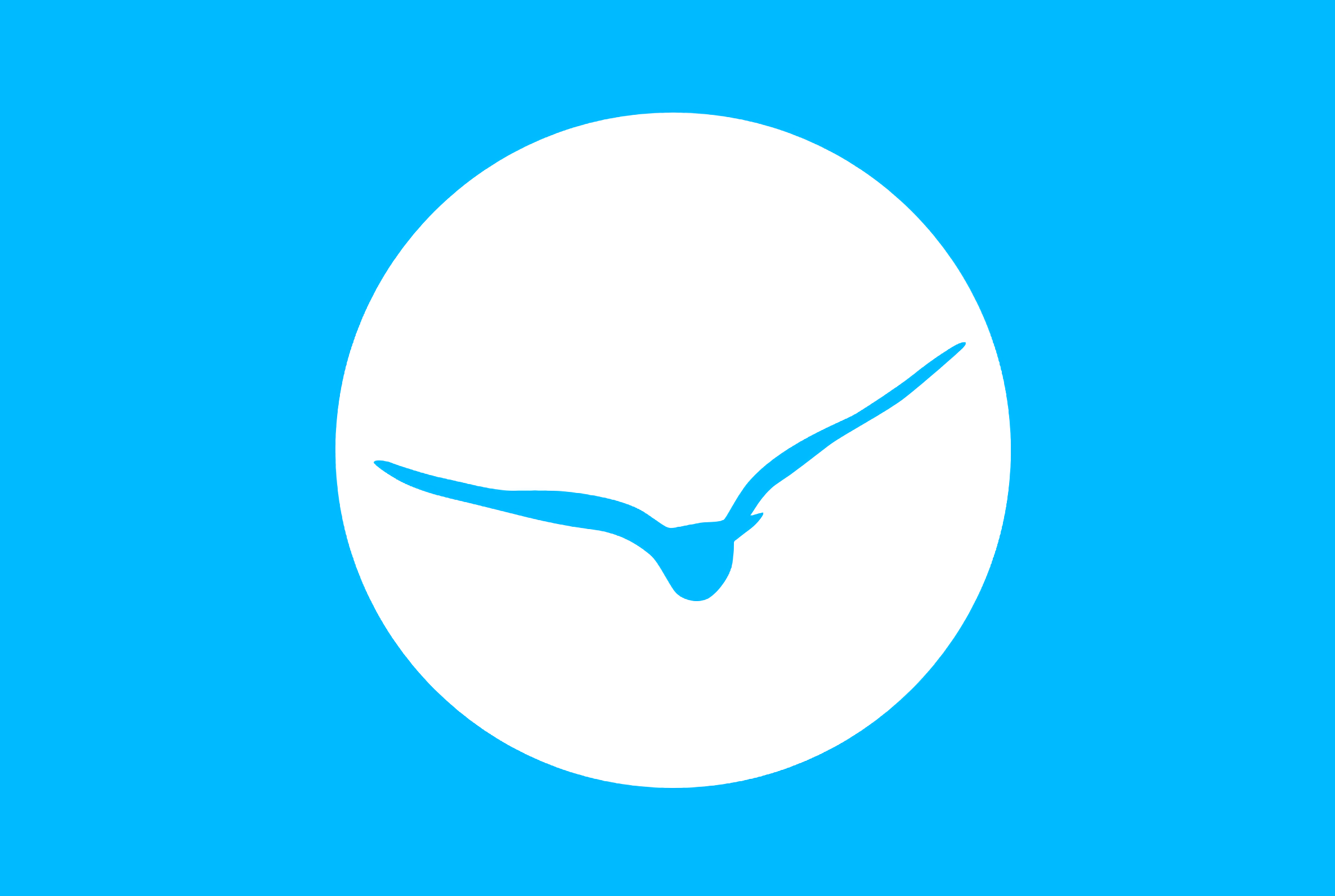
Le drapeau Viossa.

Le drapeau de Viossa est souvent utilisé pour représenter la langue, et se compose d'un oiseau bleu entouré d'un cercle blanc sur fond bleu. L'oiseau utilisé dans le drapeau représente un pigeon (un jeu de mots sur le mot « pidgin »), avec une silhouette en forme de lettre V, la première lettre du nom de la langue. Le drapeau a été proposé pour la première fois en 2016 par u/clausangeloh et utilise une combinaison des couleurs composée de # 00bbffet #fff.